# Bombardier Flexity Classic

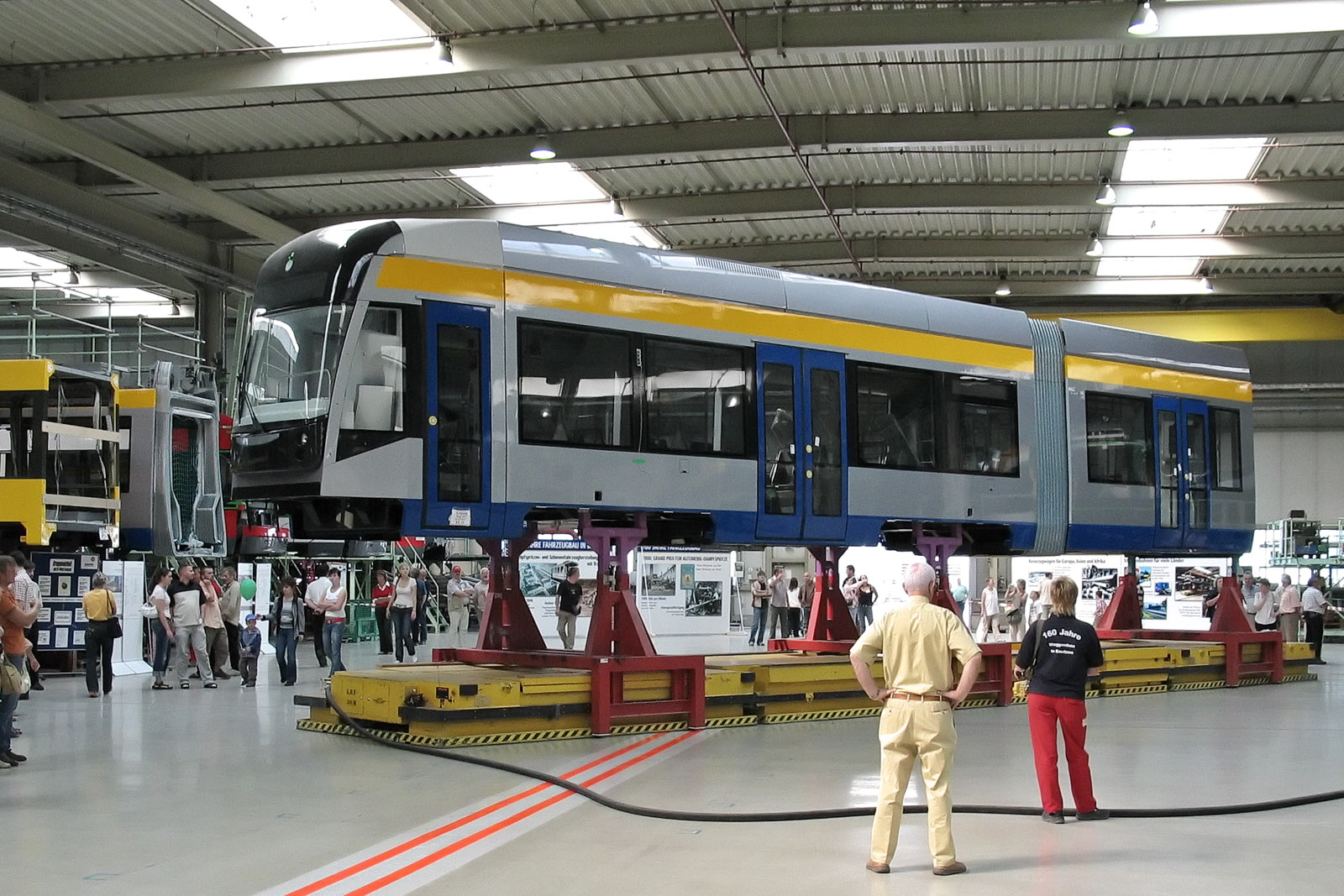
Hinterer Teil eines von Bombardier Transportation in Bautzen für die Leipziger Verkehrsbetriebe hergestellten Straßenbahn-Gelenktriebwagens NGT12-LEI.

Der Flexity Classic ist eine Baureihe von Niederflur-Straßenbahnwagen des Herstellers Alstom (bis 2021 Bombardier Transportation), die überwiegend im Werk Bautzen hergestellt wird. Der ursprüngliche Name dieser Fahrzeugfamilie war DWA-LF 2000 bzw. NF 2000. Kassel war wie beim Duewag MGT6D der erste Besteller dieses Types.

## Konzept
In der zweiten Hälfte der 1990er Jahre entwickelte die DWA am Standort Bautzen zunächst vier Fahrzeugtypen für die Straßenbahnen Kassel (8NGTW), Essen (M8D-NF), Krakau (NGT6) und Schwerin (SN 2001), die zwar ähnlich aufgebaut sind, hinter denen aber noch kein modulares Konzept stand. Sie sind hinsichtlich der technischen Entwicklung die direkten Vorgängerfahrzeuge des Flexity Classic und werden auch in diesem Artikel behandelt. Eine Gemeinsamkeit besteht insbesondere in den verwendeten Drehgestellen.
Man wollte jedoch auch an Drehgestellwagen interessierten Kunden ein modulares Konzept anbieten, wie es bei anderen Gelenkwagen-Konzepten bereits auf dem Markt war, beispielsweise mit dem Citadis von Alstom oder dem Combino von Siemens. Dieses Konzept wurde schließlich auf Basis der genannten Vorgängerfahrzeuge zusammengestellt und NF 2000 genannt, die erste daraus hervorgegangene Variante ist der ab 2001 ausgelieferte NGT6DE der Straßenbahn Dessau. Es sind dabei grundsätzlich vier verschiedene Wagenteile vorgesehen: Vierachsige mit zwei Drehgestellen und einer Doppeltür dazwischen, wie sie als Mittelteile bei den Kasseler, Essener und Schweriner Vorgängerfahrzeugen angewendet wurden; zweiachsige mit einem Drehgestell und mindestens einer Doppeltür, die auf ein anderes Wagenteil aufgesattelt sind, wie sie bei allen Vorgängerfahrzeugen als Endteile angewendet wurden; zweiachsige mit einem nicht ausdrehbaren Laufwerk, wie sie bei den Krakauer Vorgängerfahrzeugen als Mittelteil angewendet wurden; laufwerkslose mit einer oder zwei Doppeltüren, die zwischen zwei Wagenteilen eingehangen werden müssen, wie sie charakteristisch für Multigelenkwagen sind und bei keinem Vorgängerfahrzeug angewendet wurden. Diese sind mit verschiedenen Gelenken sowie Front- bzw. Heckmodulen zu kombinieren. Letztere können dabei eine Einzeltür beinhalten, die dem Personal vorbehalten oder auch als Fahrgasttür ausgeführt werden kann.
Durch diese Modularität lassen sich die Fahrzeuge beispielsweise in Länge und Aussehen variieren. Auch ist das Konzept nicht auf Ein- oder Zweirichtungswagen festgelegt und die elektrische Ausrüstung stammt von verschiedenen Herstellern. Die gebauten Fahrzeuge lassen sich hinsichtlich der grundsätzlichen Anordnung der Wagenteile in drei Gruppen untergliedern. Am häufigsten sind Fahrzeuge mit einem vierachsigen und ein bis drei aufgesattelten Wagenteilen. Nur für die Straßenbahnen Krakau und Danzig wurden Fahrzeuge gebaut, die in der Mitte einen Wagenteil mit nicht ausdrehbarem Laufwerk haben, auf welches an jedem Ende ein Wagenteil aufgesattelt ist. Nur für die Straßenbahnen Dresden und Leipzig wurden Fahrzeuge gebaut, bei welchen abwechselnd vierachsige und laufwerkslose Wagenteile angeordnet sind, die also das Konzept der Multigelenkwagen mit Drehgestellen kombinieren.

Es gibt verschiedene Kopfformen, die über die inzwischen 25-jährige Bauzeit angeboten wurden:

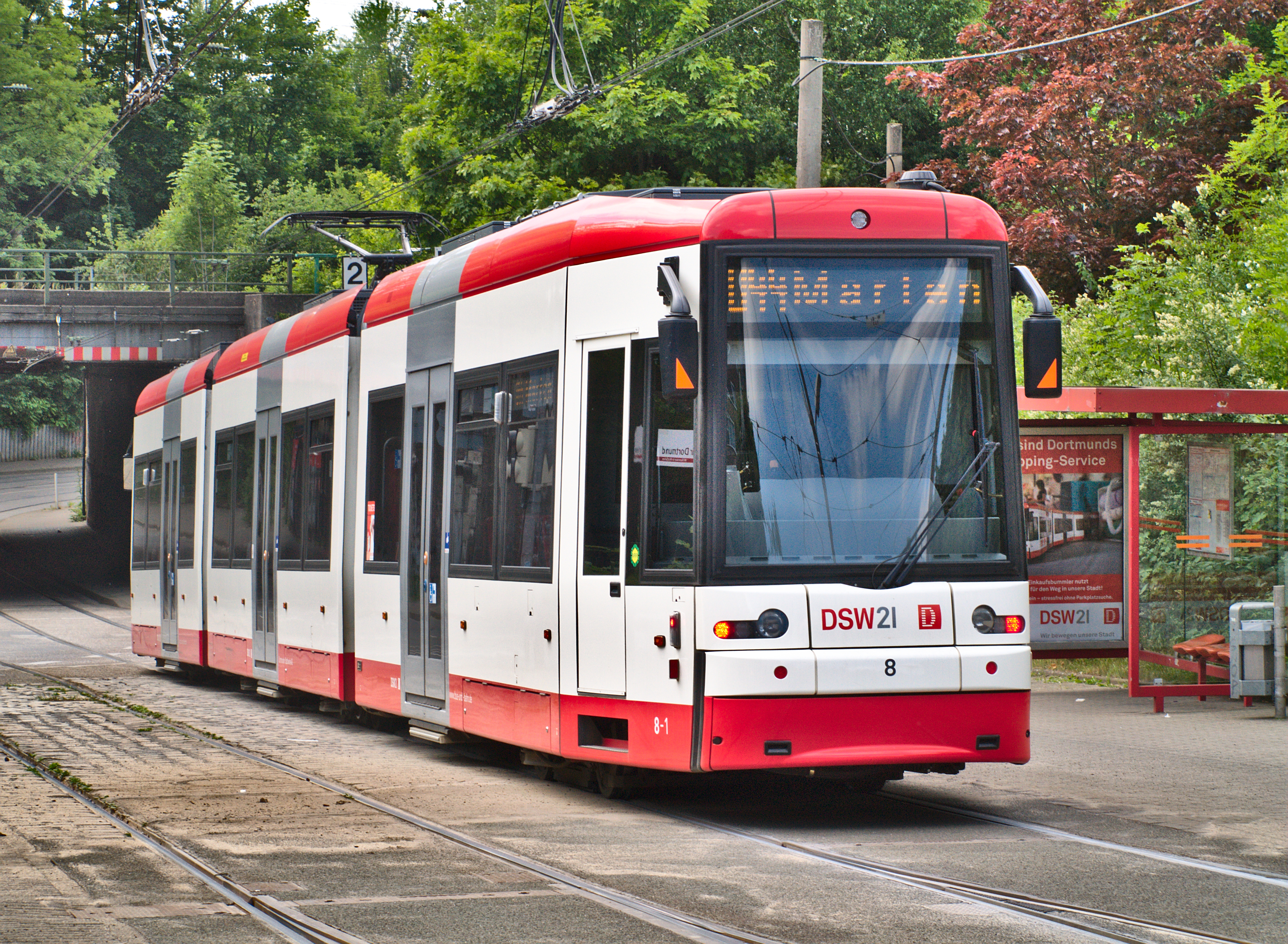
Adelaide, Dortmund, Frankfurt, Kassel, Norrköping, Stockholm
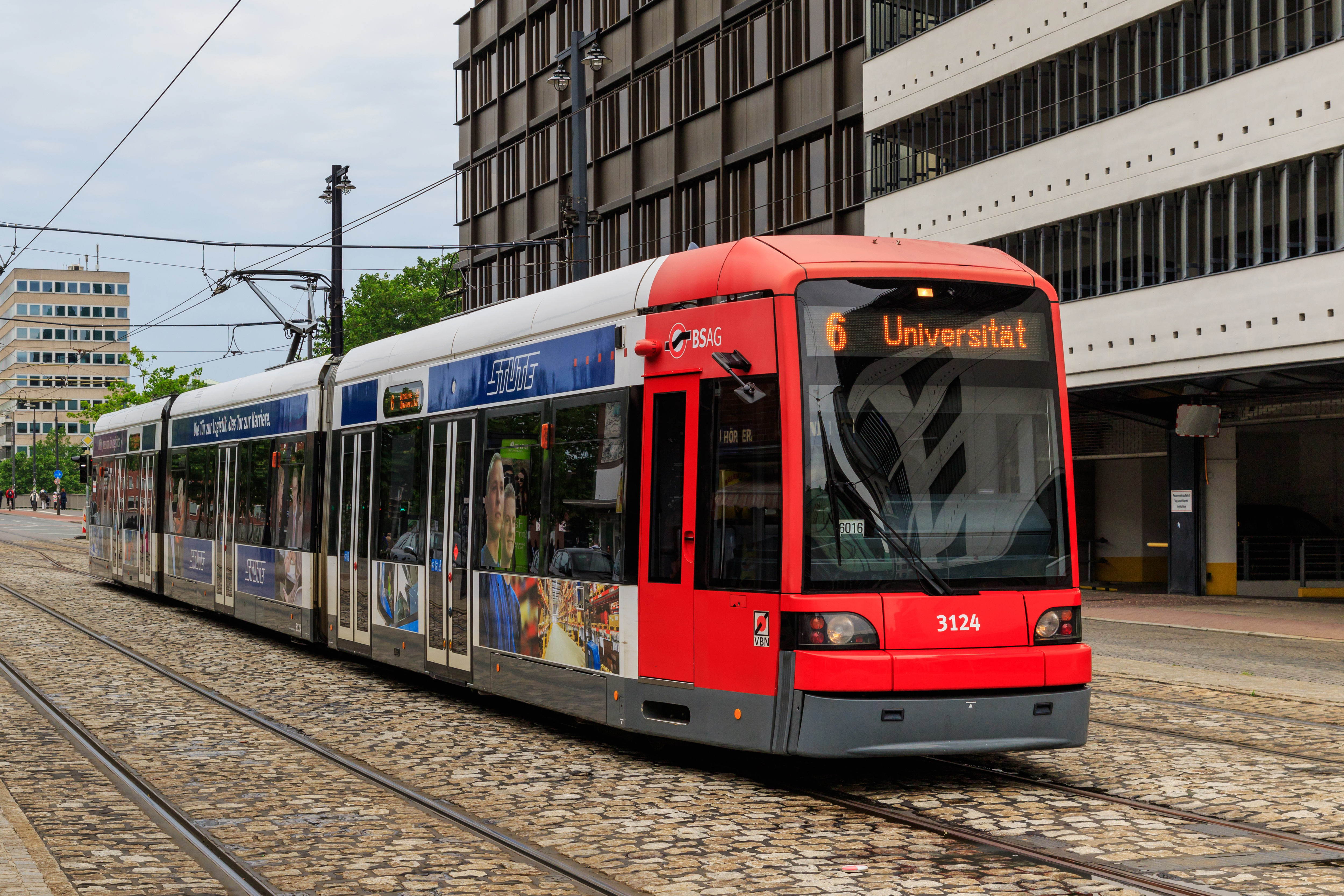
Bremen, Kassel, Schwerin
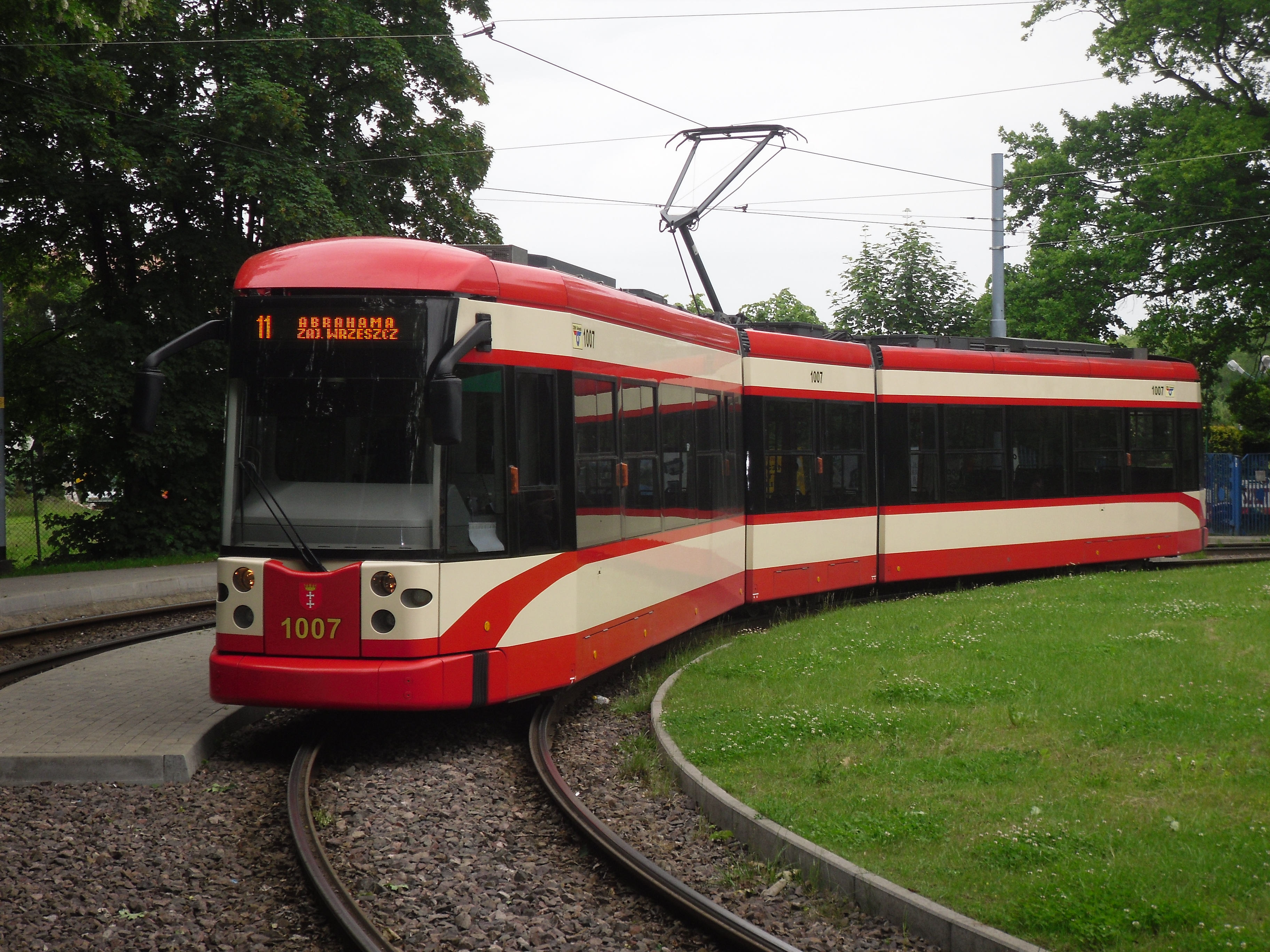
Danzig, Krakau
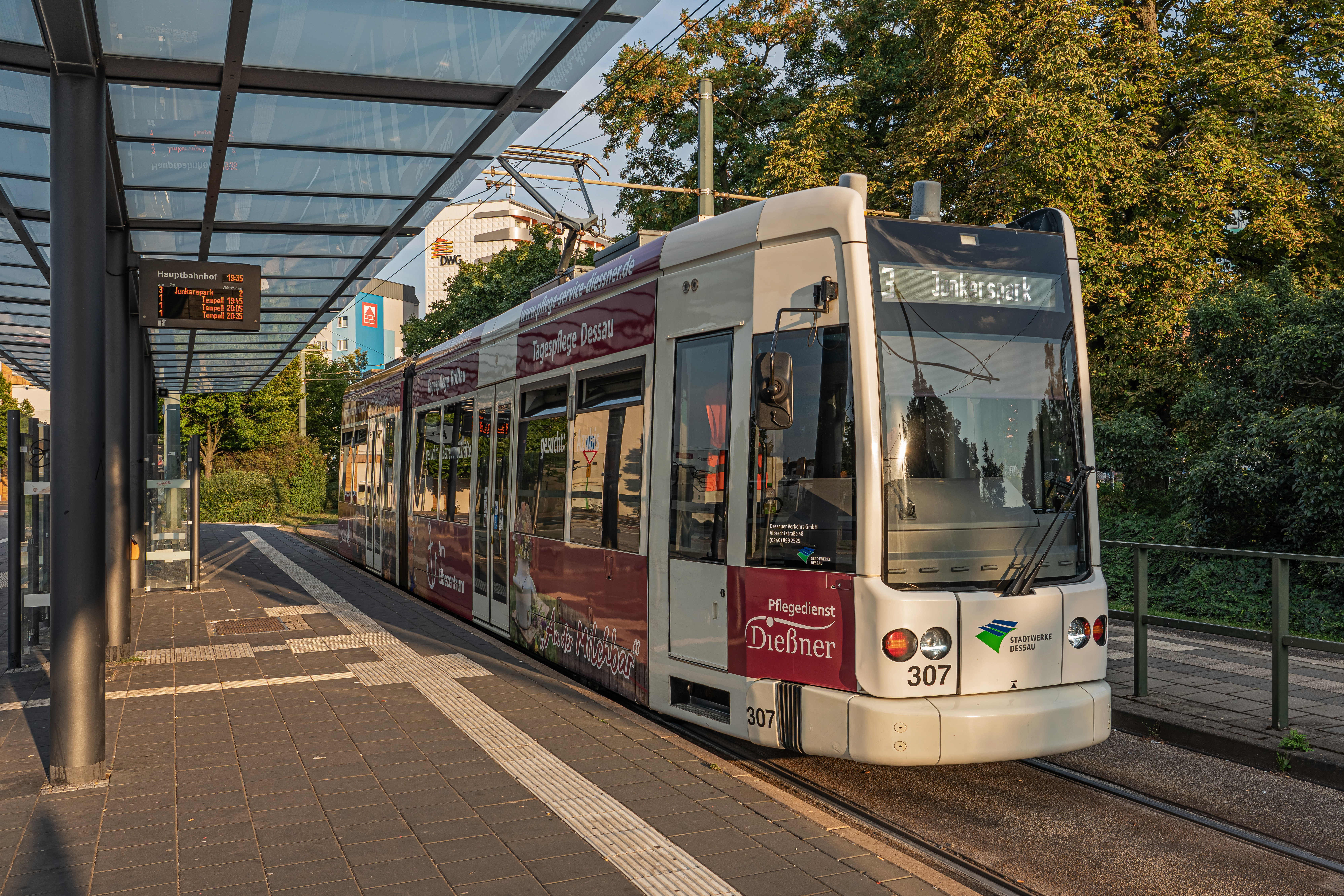
Dessau, Essen, Halle, Krakau, Plauen
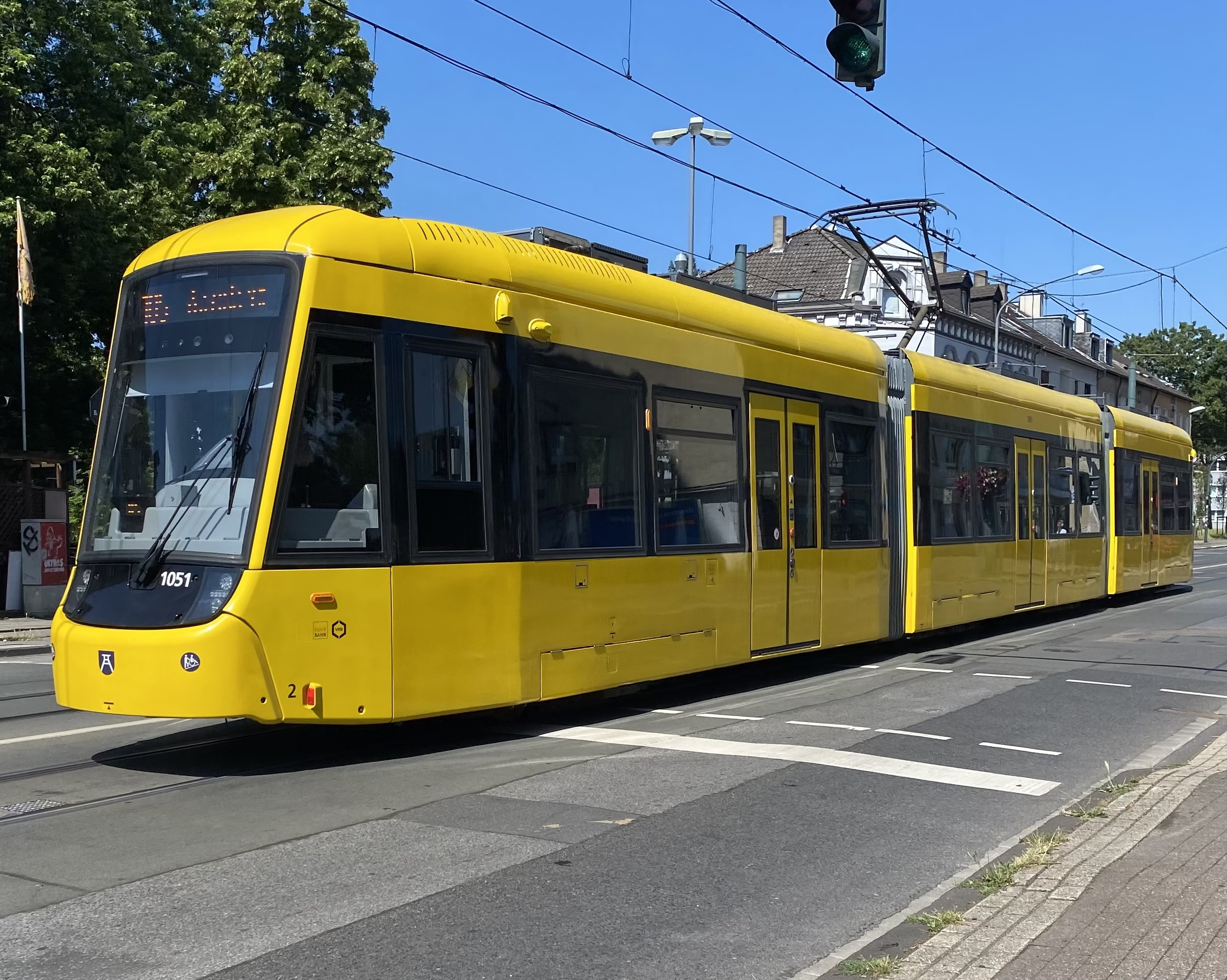
Essen, Mülheim an der Ruhr, Duisburg
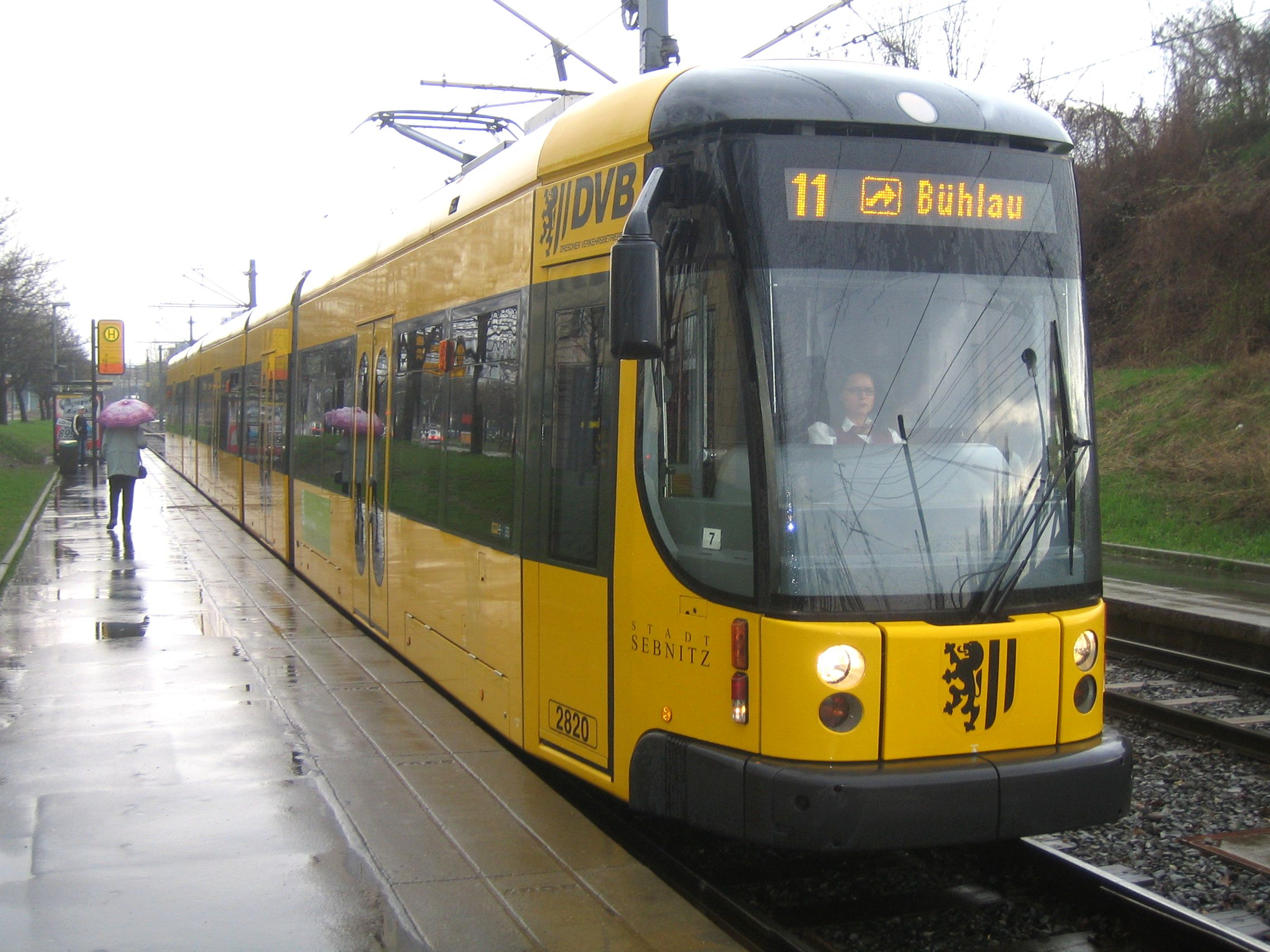
Dresden
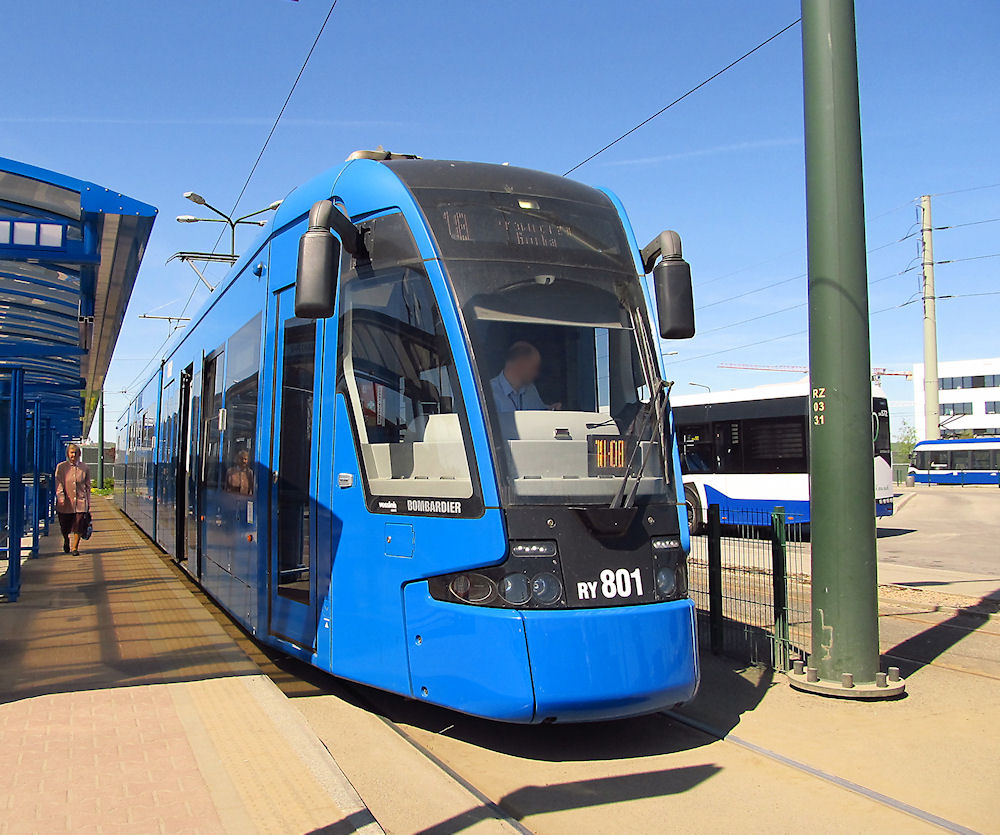
Krakau
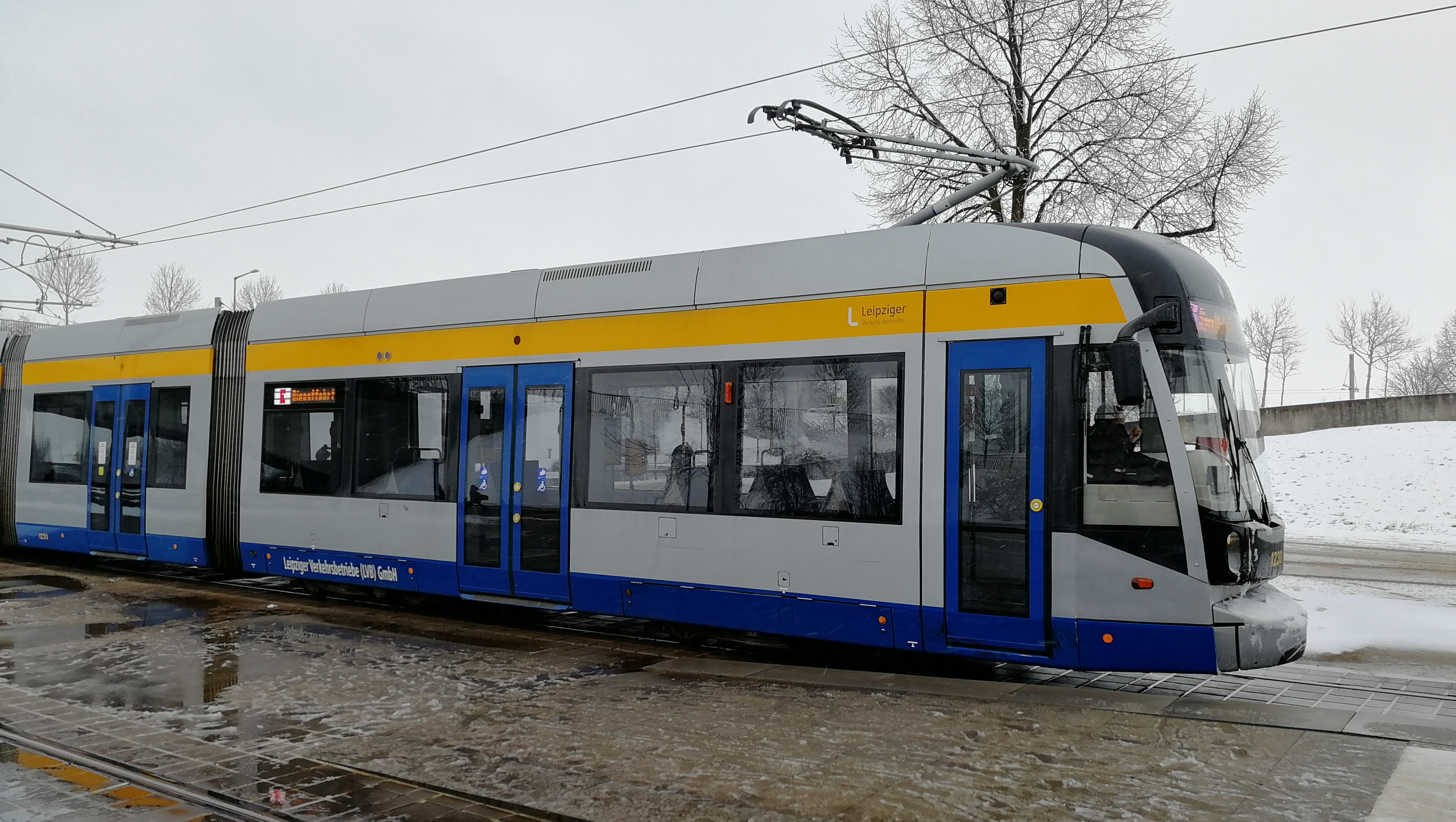
Leipzig
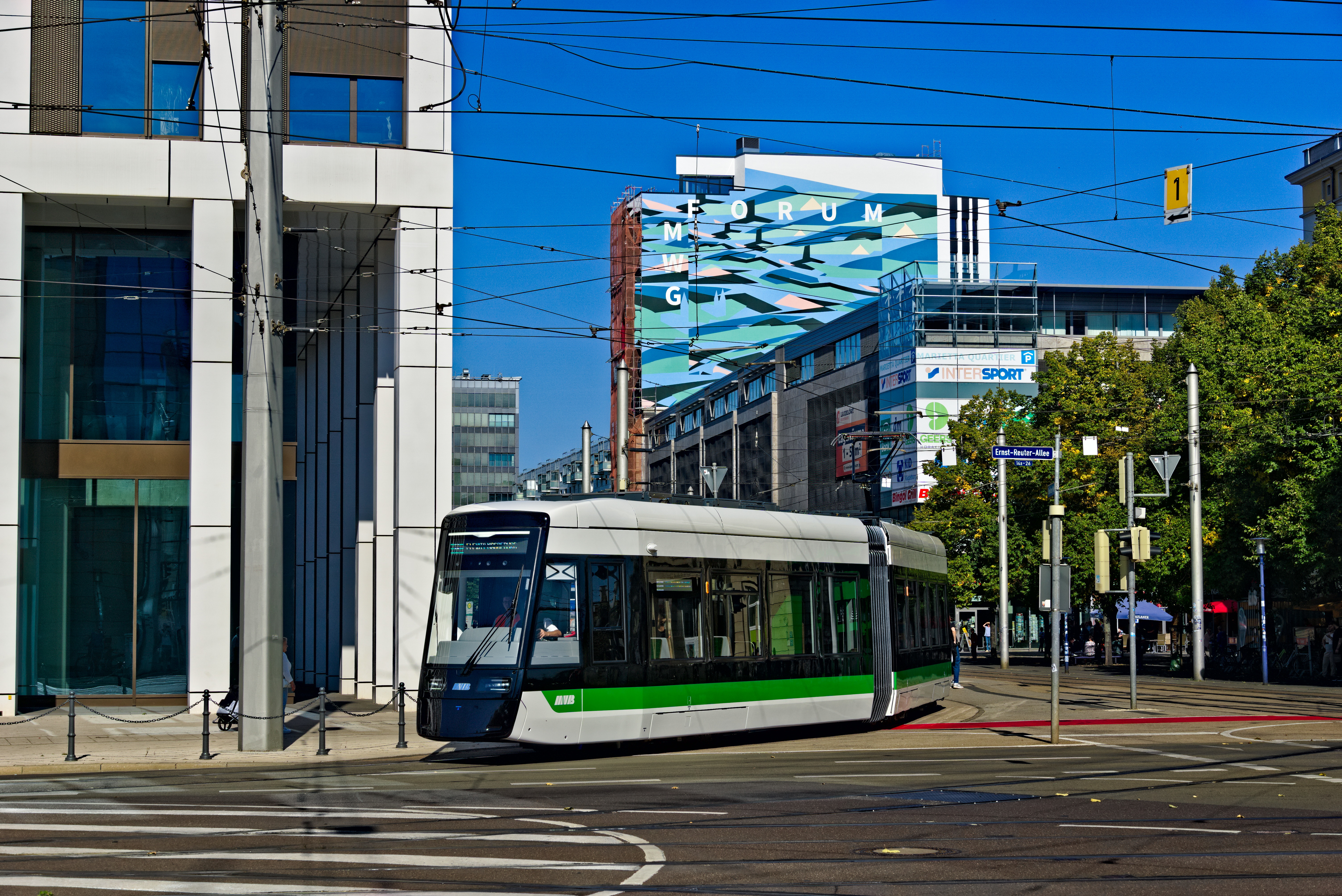
Magdeburg

## Technik

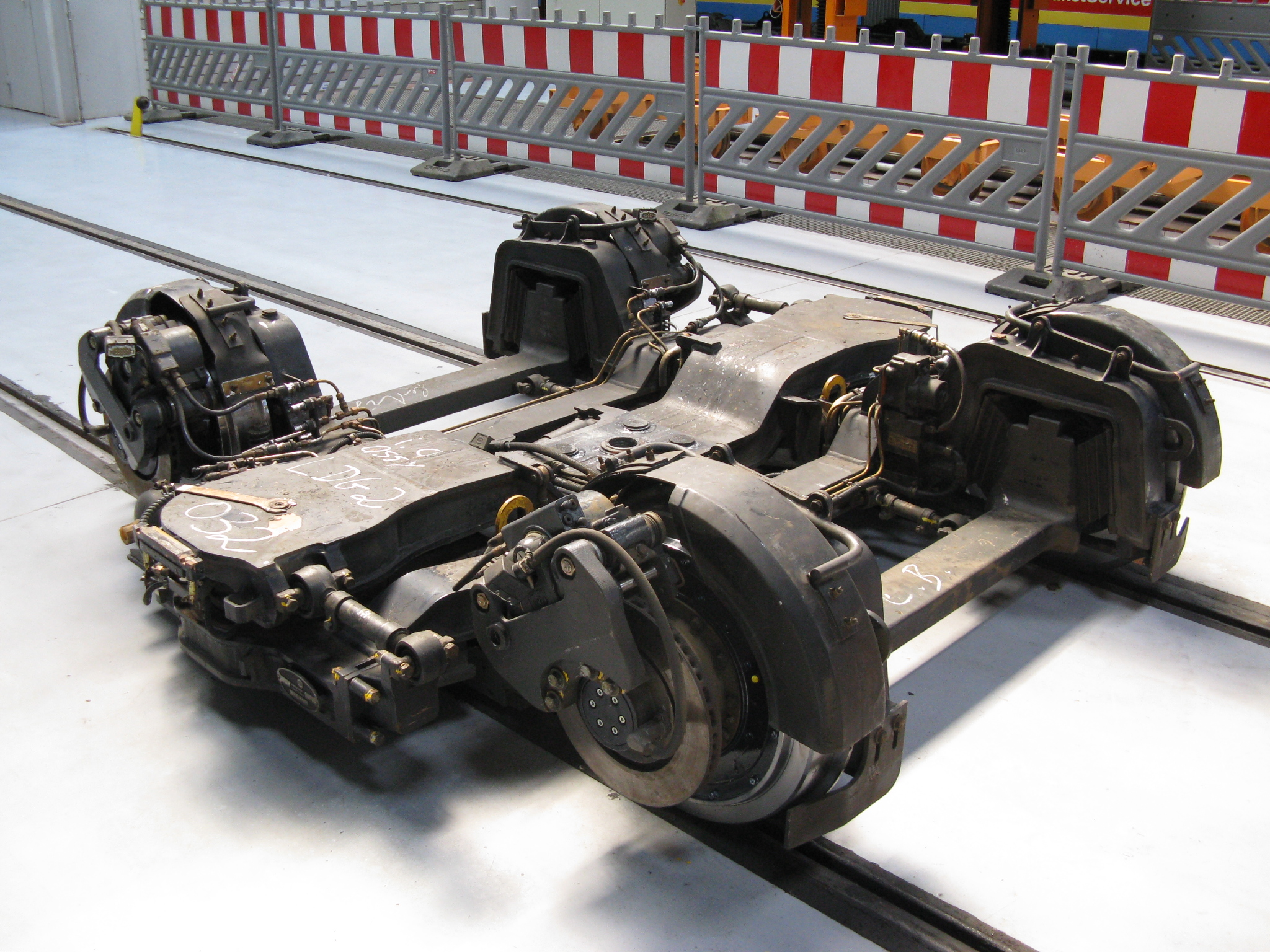
Laufdrehgestell eines Schweriner Vorgängerfahrzeugs

Die Wagenkästen sind grundsätzlich geschweißte Stahlkonstruktionen. Erstmals beim Essener M8D-NF wurden sie teilweise automatisch per Punktschweißung gefertigt. Die Drehgestelle der Flexity-Classic-Familie erhielten von Bombardier die Bezeichnung Flexx Urban 2000 und sind mit H-Rahmen ausgeführt. Bei Normalspur handelt es sich um innengelagerte Drehgestelle, bei Meterspur dagegen um außengelagerte. Ihr Radsatzstand beträgt typischerweise 1800 mm, bei den meterspurigen Laufdrehgestellen jedoch nur 1600 mm.
Die Triebdrehgestelle haben durchgehende Radsatzwellen, die vollabgefederten Fahrmotoren liegen zwischen den Radsätzen quer im Drehgestell. Sie sind denjenigen der Duewag-MGT6D-Varianten ähnlich, welche für die Straßenbahnen Rostock, Halle (Saale) und Leipzig bei der DWA gefertigt wurden. Darüber ist ein deutlich erhöhter Wagenboden notwendig, welcher mit je einer Stufe von den angrenzenden Niederflurbereichen abgetrennt ist. Die Laufdrehgestelle sind mit Losradsätzen mit nach unten gekröpften Portalachsen ausgeführt, so dass über diesen keine Stufen notwendig sind.
Mit dieser Bauart war der Kasseler 8NGTW unter den vollständig auf Drehgestellen laufenden Straßenbahnwagen der erste Fahrzeugtyp mit hohem Niederfluranteil und gleichem Raddurchmesser bei Trieb- und Laufdrehgestellen (590 mm im Neuzustand). Dies ist beispielsweise bei der Instandhaltung von Vorteil, da somit alle Räder durch die gleichen Radbearbeitungsmaschinen behandelt werden können. Nachteilig sind jedoch die durch den fehlenden Sinuslauf schlechteren Laufeigenschaften der Losradsätze. Bei früher entwickelten Niederflurdrehgestellwagen wie dem NGT8D wurde die Niederflurigkeit über den Laufdrehgestellen stattdessen durch kleinere Räder und eine dementsprechend niedriger liegende Radsatzwelle erreicht.
Der Drehzapfenabstand der Drehgestelle in den vierachsigen Wagenteilen beträgt meist 5500 mm. Dieser Wert gilt auch für den Essener NF-2000-Vorgänger M8D-NF, wohingegen der Abstand beim Kasseler 8NGTW und dem Schweriner SN 2001 mit 5800 mm etwas größer ist. Die deutlichste Abweichung vom Standard haben jedoch die Wagen des Bremer Typs GT8N-1 mit 7270 mm. Bei den aufgesattelten Wagenteilen ist der Abstand zwischen dem Drehpunkt des Drehgestells und dem Drehpunkt des Gelenks dagegen deutlich diverser. So beträgt dieser beispielsweise 5320 mm beim Dessauer NGT6DE und Hallenser MGT-K, 5715 mm beim Kasseler 8NGTW, 5915 mm beim Schweriner SN2001, 6005 mm bei den Essener und Mülheimer NF2, NF3 und NF4, 6195 mm beim Frankfurter Typ S und Dortmunder NGT8 sowie 7805 mm beim Bremer GT8N-1. Dieser Abstand ist von besonderer Bedeutung für die Türanordnung, da bei größeren Werten zwei Doppeltüren pro Einstiegsseite realisierbar sind, wie das in Bremen, Duisburg, Krakau und Danzig der Fall ist.

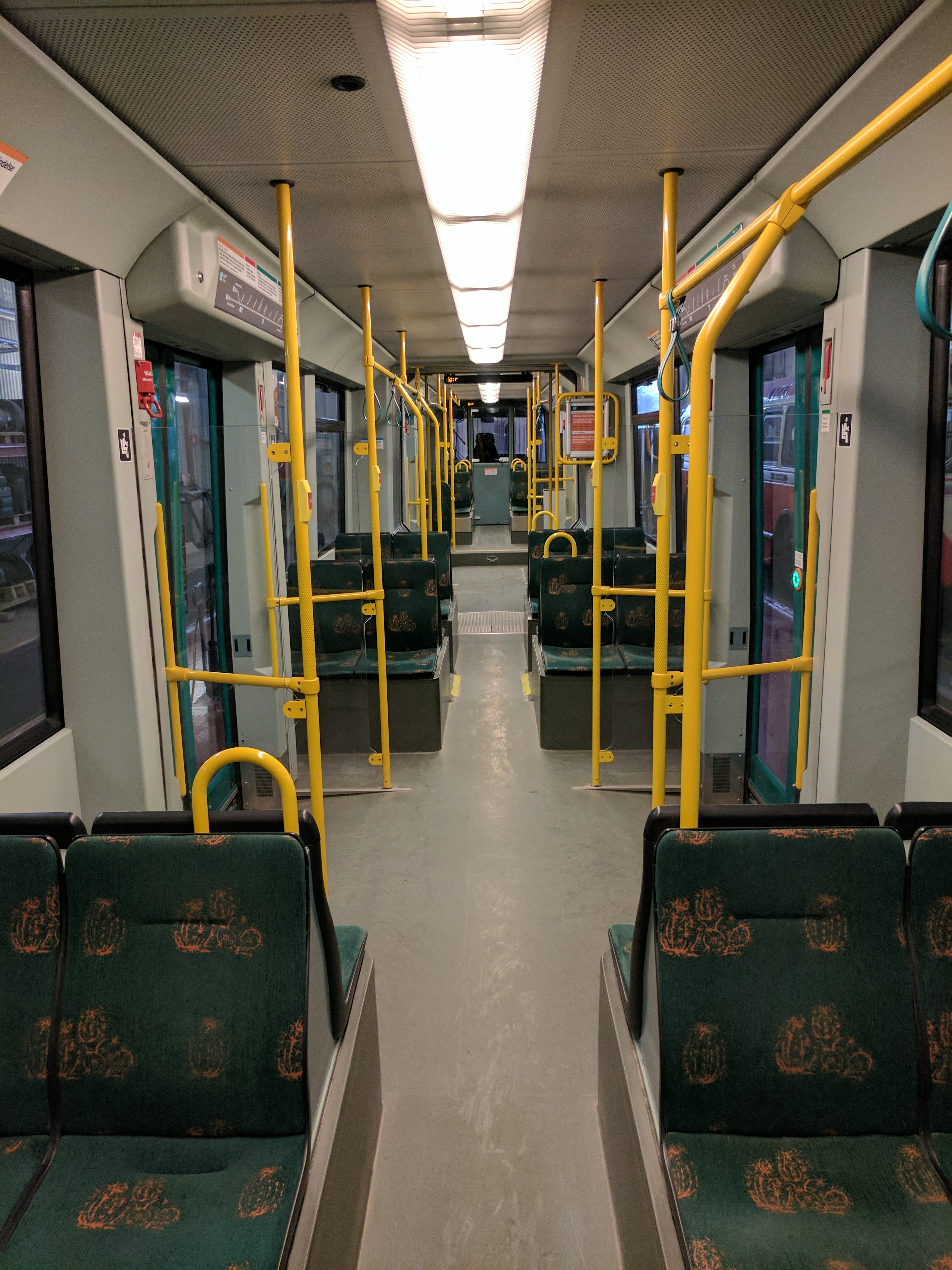
Blick aus dem Mittelteil mit Laufdrehgestellen zum Endteil mit Triebdrehgestell und Stufe (Stockholm)

## Einsatz
Bahnen des Typs Flexity Classic kommen vor allem in Deutschland zum Einsatz, aber auch in weiteren Ländern Europas (Schweden, Polen) sowie in Australien.
Übersicht aller Fahrzeuge und Einsatzgebiete
| Betrieb                                                  | Typbezeichnung des Betreibers | Typ1 | Spurweite in mm | Baujahr   | Anzahl | Ord.-Nr.    | Länge in m | Breite in m | E-Ausrüster         | Bemerkungen | Bild |
| -------------------------------------------------------- | ----------------------------- | ---- | --------------- | --------- | ------ | ----------- | ---------- | ----------- | ------------------- | --- | ---- |
| Adelaide                                                 | I/Type 100                    | 8Z   | 1435            | 2005–2007 | 11     | 101–111     | 30,00      | 2,40        |                     | |      |
| Adelaide                                                 |                               | 8Z   | 1435            | 2011–2012 | 04     | 112–115     | 30,00      | 2,40        |                     | |      |
|                                                          |                               |      |                 |           |        |             |            |             |                     | |      |
| Bremen                                                   | GT8N-1                        | 8E   | 1435            | 2005–2009 | 34     | 3101–3134   | 35,40      | 2,65        | Vossloh Kiepe       | |      |
| Bremen                                                   | GT8N-1                        | 8E   | 1435            | 2011–2012 | 09     | 3135–3143   | 35,40      | 2,65        | Vossloh Kiepe       | |      |
|                                                          |                               |      |                 |           |        |             |            |             |                     | |      |
| Danzig                                                   | NGT6-2GD                      | 6E   | 1435            | 2007      | 03     | 1005–1007   | 26,00      | 2,40        |                     | |      |
|                                                          |                               |      |                 |           |        |             |            |             |                     | |      |
| Dessau                                                   | NGT6DE                        | 6E   | 1435            | 2001–2002 | 10     | 301–310     | 21,07      | 2,30        |                     | |      |
|                                                          |                               |      |                 |           |        |             |            |             |                     | |      |
| Dortmund                                                 | NGT8                          | 8Z   | 1435            | 2007–2013 | 47     | 1–47        | 30,00      | 2,40        | Vossloh Kiepe       | Im August 2011 sind 45 Fahrzeuge ausgeliefert.                                                                                            |      |
|                                                          |                               |      |                 |           |        |             |            |             |                     | |      |
| Dresden                                                  | NGT D12DD                     | 12E  | 1450            | 2003–2005 | 32     | 2801–2832   | 45,09      | 2,30        |                     | |      |
| Dresden                                                  | NGT D8DD                      | 8E   | 1450            | 2006–2009 | 40     | 2601–2640   | 30,04      | 2,30        |                     | |      |
| Dresden                                                  | NGT D12DD                     | 12E  | 1450            | 2009–2010 | 11     | 2833–2843   | 45,09      | 2,30        |                     | |      |
|                                                          |                               |      |                 |           |        |             |            |             |                     | |      |
| Duisburg                                                 | GT8ND-NF4                     | 8Z   | 1435            | 2020–2025 | 57     | 2001-2057   | 34,00      | 2,30        |                     | 2017 bestellt, erster Wagen am 1. Sept. 2020 geliefert Zulassung am 5. April 2023 erteilt                                                 |      |
|                                                          |                               |      |                 |           |        |             |            |             |                     | |      |
| Essen/Mülheim                                            | M8D-NF                        | 8Z   | 1000            | 1999–2001 | 34     | 1501–1534   | 28,00      | 2,30        | Adtranz             | ursprünglich beschafft durch die EVAG 1528 im Jahr 2000 einmonatiger Testeinsatz in Cottbus                                               |      |
| Essen/Mülheim                                            | M8D-NF2                       | 8Z   | 1000            | 2013–2014 | 27     | 1601–1627   | 29,70      | 2,30        | Bombardier          | ursprünglich beschafft durch die EVAG 2011 bestellt 2013 2 Vorserienfahrzeuge ausgeliefert 2014–2016 schrittweise Serienauslieferung      |      |
| Essen/Mülheim                                            | M8D-NF2                       | 8Z   | 1000            | 2014–2015 | 05     | 8001–8005   | 29,70      | 2,30        | Bombardier Mannheim | ursprünglich beschafft durch die MVG |      |
| Essen/Mülheim                                            | M8D-NF3                       | 8Z   | 1000            | 2015–2016 | 10     | 8006–8015   | 29,70      | 2,30        | Bombardier Mannheim | ursprünglich beschafft durch die MVG 2013 bestellt                                                                                        |      |
| Essen/Mülheim                                            | M8D-NF4                       | 8Z   | 1000            | 2021–2025 | 32     | 1051–1082   | 30,00      | 2,30        |                     | 2018 bestellt |      |
|                                                          |                               |      |                 |           |        |             |            |             |                     | |      |
| Frankfurt am Main                                        | S                             | 8Z   | 1435            | 2003–2007 | 65     | 201–265     | 30,00      | 2,40        | Bombardier Mannheim | 2010/11 drei Wagen (262–264) an Stockholm verliehen.                                                                                      |      |
| Frankfurt am Main                                        | S                             | 8Z   | 1435            | 2012      | 9      | 266–274     | 30,00      | 2,40        | Bombardier Mannheim | 2011 bestellt |      |
|                                                          |                               |      |                 |           |        |             |            |             |                     | |      |
| Halle (Saale)                                            | MGT-K                         | 6Z   | 1000            | 2004–2005 | 30     | 661–690     | 20,50      | 2,30        |                     | Wagen hat nur einen Führerstand, Einsatz erfolgt üblicherweise in Heck-an-Heck-Traktion als Zweirichtungszug                              |      |
| Halle (Saale)                                            | MGT-K2                        | 6Z   | 1000            | 2012–2013 | 12     | 691–702     | 20,50      | 2,30        | Bombardier Mannheim | im Einsatz seit Juli 2013 |      |
|                                                          |                               |      |                 |           |        |             |            |             |                     | |      |
| Kassel                                                   | 8NGTW                         | 8E   | 1435            | 1999      | 12     | 601–612     | 29,30      | 2,40        | Vossloh Kiepe       | |      |
| Kassel                                                   | 8NGTW                         | 8E   | 1435            | 1999–2000 | 10     | 613–622     | 29,30      | 2,40        |                     | Eigentum der RBK |      |
| Kassel                                                   | 8ZNGTW                        | 8Z   | 1435            | 2001      | 05     | 631–635     | 29,30      | 2,40        |                     | Eigentum der RBK |      |
| Kassel                                                   | 8ZNGTW                        | 8Z   | 1435            | 2003      | 05     | 636–640     | 29,30      | 2,40        |                     | |      |
| Kassel                                                   | NGT8                          | 8Z   | 1435            | 2011–2013 | 22     | 651–672     | 30,00      | 2,40        | Vossloh Kiepe       | 2010 bestellt, 2012 weitere 4, zudem Option auf weitere 2 Tw 651 – Tw 672 ausgeliefert                                                    |      |
|                                                          |                               |      |                 |           |        |             |            |             |                     | |      |
| Krakau                                                   | NGT6                          | 6E   | 1435            | 1999–2000 | 14     | RP601-RP614 | 26,00      | 2,40        |                     | |      |
| Krakau                                                   | NGT6-2                        | 6E   | 1435            | 2003      | 12     | RP615–RP626 | 26,00      | 2,40        |                     | |      |
| Krakau                                                   | NGT6-2                        | 6E   | 1435            | 2007–2008 | 24     | RP627–RP650 | 26,00      | 2,40        |                     | |      |
| Krakau                                                   | NGT8                          | 8E   | 1435            | 2011–2013 | 24     | RY801–RY824 | 32,83      | 2,40        | Vossloh Kiepe       | |      |
|                                                          |                               |      |                 |           |        |             |            |             |                     | |      |
| Leipzig                                                  | Typ 38, NGT12-LEI             | 12E  | 1458            | 2005–2007 | 24     | 1201–1224   | 45,09      | 2,30        | Bombardier Mannheim | | 1211 |
| Leipzig                                                  | Typ 38a                       | 12E  | 1458            | 2011–2012 | 09     | 1225–1233   | 45,09      | 2,30        |                     | 2010 bestellt, 2011/12 geliefert | 2532 |
|                                                          |                               |      |                 |           |        |             |            |             |                     | |      |
| Magdeburg                                                | NGT10D                        | 10E  | 1435            | 2023–2025 | 35     | 1401– 1435  | 38,20      | 2,40        |                     | 2021 bestellt, Option über weitere 28 Fahrzeuge                                                                                           |      |
|                                                          |                               |      |                 |           |        |             |            |             |                     | |      |
| Norrköping                                               | M06                           | 8Z   | 1435            | 2006–2007 | 05     | 31–35       | 30,00      | 2,40        |                     | Wagennummern bis 2007: 25–29 2010/11 drei Wagen (33–35) an Stockholm verliehen.                                                           |      |
| Norrköping                                               |                               | 8Z   | 1435            | 2011–2012 | 11     | 36–46       | 30,00      | 2,40        |                     | |      |
|                                                          |                               |      |                 |           |        |             |            |             |                     | |      |
| Plauen                                                   | 6NGTW                         | 6E   | 1000            | 2013–2016 | 09     | 301–309     |            |             | Bombardier Mannheim | 2011 erste 2 bestellt mit Option auf 8 weitere, hieraus 2013 4 bestellt, weitere 3 im Jahr 2015 vereinbart. Inzwischen alle ausgeliefert. |      |
|                                                          |                               |      |                 |           |        |             |            |             |                     | |      |
| Schwerin                                                 | SN2001                        | 8E   | 1435            | 2001–2003 | 30     | 801–830     | 29,70      | 2,65        | Vossloh Kiepe       | |      |
|                                                          |                               |      |                 |           |        |             |            |             |                     | |      |
| Stockholm                                                | A34                           | 8Z   | 1435            | 2011      | 06     | 1–6         | 30,00      | 2,40        |                     | Ende 2020 wurden alle 6 Fahrzeuge an Norrköping abgegeben.                                                                                |      |
| 1: 6/8/10/12 – Anzahl der Achsen; E/Z – Ein-/Zweirichter |                               |      |                 |           |        |             |            |             |                     | |      |